# Дрізд-короткодзьоб
Дрізд-короткодзьоб (Catharus) — рід птахів з родини дроздових. Рід складається із 13 видів. Всі птахи з роду є невеликими за розміром та із характерними короткими дзьобами. Поширені на території Північної, Центральної та Південної Америки.

## Види
Виділяють тринадцять видів:
- Дрізд-короткодзьоб строкатогрудий (Catharus dryas)
- Дрізд-короткодзьоб андійський (Catharus maculatus)[3]
- Дрізд-короткодзьоб південний (Catharus aurantiirostris)
- Дрізд-короткодзьоб чорноголовий (Catharus mexicanus)
- Дрізд-короткодзьоб сірий (Catharus fuscater)
- Дрізд-короткодзьоб Свенсона (Catharus ustulatus)
- Дрізд-короткодзьоб сіроголовий (Catharus gracilirostris)
- Дрізд-короткодзьоб плямистоволий (Catharus guttatus)
- Дрізд-короткодзьоб іржастий (Catharus occidentalis)
- Дрізд-короткодзьоб гірський (Catharus frantzii)
- Дрізд-короткодзьоб малий (Catharus minimus)
- Дрізд-короткодзьоб канадський (Catharus bicknelli)
- Дрізд-короткодзьоб бурий (Catharus fuscescens)